# Ernst Gottlieb von Steudel
Ernst Gottlieb (Theophil) von Steudel (Esslingen am Neckar, 30 de maio de 1783 — Esslingen am Neckar, 12 de maio de 1856) foi um médico e botânico que se especializou no estudo das gramíneas (Poaceae) para cuja taxonomia deixou um notável contributo.

## Biografia
Nasceu em Esslingen am Neckar, filho de Johann Samson Steudel e de Regina Catherina Burk. Frequentou o Pädagogium da sua cidade natal e as lições de professores privados, preparando-se para estudar Ciências Naturais.
Steudel matriculou-se em 1801 em Medicina e Ciências da Natureza na Universidade de Tübingen (Universität Tübingen), recebendo o grau de doutor em Medicina a 25 de setembro de 1805 com a defesa de uma dissertação intitulada Observationes quaedam chemicae de acredine nonnullorum vegetabilium.
Concluído o curso, depois de uma estadia na Suíça, passou algum tempo em Viena e em Halle e retornou a Esslingen em novembro de 1806, estabelecendo-se como clínico geral. Logo depois, recebeu o cargo de veterinário-chefe da municipalidade, em 1826 foi nomeado autoridade de saúde animal do Reino de Württemberg e em 1828 o de médico oficial (autoridade de saúde) da cidade de Esslingen.
Além de sua actividade profissional, também se dedicou à botânica, tendo publicado várias obras sobre a flora do sul da Alemanha e da Suíça. Entre 1821 e 1824 publicou a obra Nomenclator botanicus, na qual registou os nomes e sinónimos das espécies e géneros de plantas então conhecidos em ordem alfabética. Na segunda edição, que apareceu vinte anos depois, estão registados pelo nome 6 722 géneros e 78 005 espécies. Além da família e da área de distribuição natural, a obra inclui também os sinónimos e as referências então conhecidas. Durante muito tempo, este trabalho foi considerado como uma importante obra de referência da taxonomia botânica.
O Nomenclator botanicus de von Steudel serviu como modelo a Charles Darwin, que em 1882 confiou a Joseph Dalton Hooker a criação de um índice dos nomes das plantas com flor, que viria a dar origem ao Index Kewensis. Benjamin Daydon Jackson, a solicitação de William Jackson Hooker, usou o Nomenclator botanicus de von Steudel como a base para a listagem dos nomes das espécies de fanerogâmicas então conhecidas.
Em outro trabalho, o Synopsis plantarum glumacearum, que foi anunciado como um projecto de edição em 11 volumes, foram publicados dois números em 1855, nos quais são tratadas as gramíneas (Poaceae) e as Cyperaceae, Juncaceae e taxa relacionados.
Em colaboração com Christian Ferdinand Hochstetter, publicou em 1826 a obra Enumeratio plantarum germaniae helvetiaeque indigenarum seu prodromus, na qual lista todas as espécies de plantas que ao tempo estavam dadas como ocorrendo na Alemanha e na Suíça.
Para além dos escritos de temática botânica e florística, também publicou artigos sobre questões médicas.
Steudel foi feito em 1822 membro-correspondente da Senckenbergische Naturforschende Gesellschaft (Sociedade Naturalista de Senckenberg) e em 1826 sócio da Academia Leopoldina.
Em Esslingen, em conjunto com Christian Ferdinand Friedrich Hochstetter (1787-1860), foi co-fundador da associação de exploração científica Unio Itineraria (a Esslinger Reisevereins, oficialmente designada por Württembergischer botanische Reiseverein). 
O seu nome foi usado como epónimo dos géneros Steudelia, proposto em 1822 por Kurt Sprengel para agrupar espécies da família Erythroxylaceae, e Steudelago, proposto por Otto Kuntze em 1891 (hoje em Exostema). Também o género Steudelella, proposto em 1930 por Masaji Honda na família Poaceae, foi designado em sua homenagem.
Casou a 6 de agosto de 1811 em Echterdingen com Augusta Rosina Sophia Bührer (nascida a 11 de agosto de 1787), filha de Victor Matthäus Bührer e de Rosina Elisabeth Godelmann.

## Publicações
Ernst von Steudel é autor, entre outras, das seguintes publicações:
- Nomenclator botanicus, 2 volumes (1821-1824), An alphabetical listing of more than 3300 genera and approximately 40,000 species.
- Enumeratio plantarum Germaniae, 1826 (with Christian Ferdinand Hochstetter).
- Synopsis planterum glumacearum, 2 volumes (1853-1855), Volume I is dedicated to the botanical family Poaceae, and Volume II involves Cyperaceae and affiliated families.[6]